# Smartick SL
Smartick o también llamada Sistemas Virtuales de Aprendizaje, S.L es una start-up fundada en 2009 en España que desarrolla software educativo, específicamente para  de las matemáticas y la lectura hasta los 14 años a través del método Smartick, lanzado inicialmente en España. Actualmente, está presente en 180 países y cuenta con 100 empleados.

## Historia

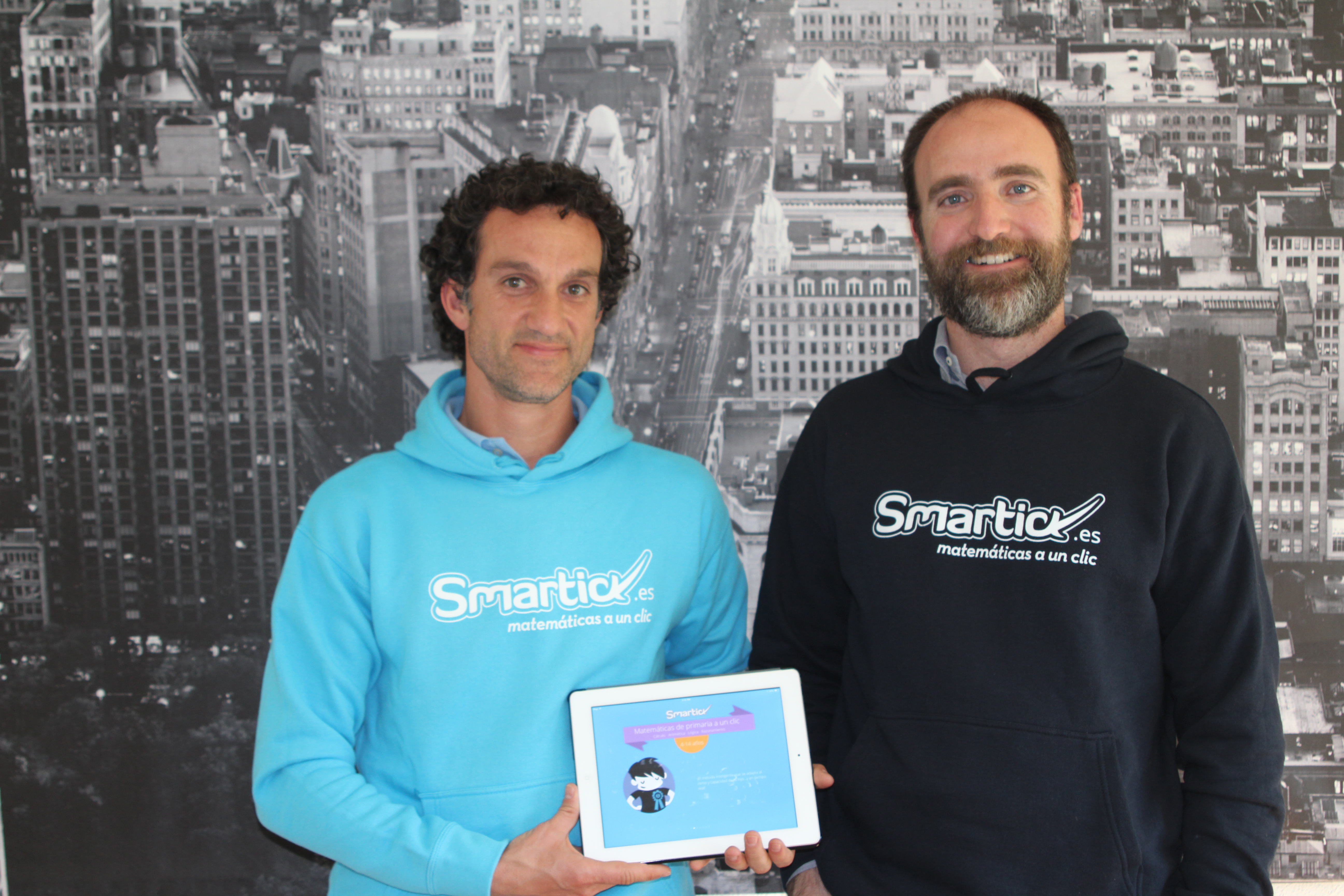
Javier Arroyo y Daniel González de Vega, fundadores de Smartick.

Smartick nació en 2009 a raíz de un estudio sobre los métodos de enseñanza anteriores. Fue creado por Javier Arroyo y Daniel González de Vega como un sistema de enseñanza a través de los métodos tradicionales de aprendizaje. Desarrollaron un sistema educativo para el área de las matemáticas para los estudiantes hasta los 14 años. Comenzaron con un préstamo de 100.000 euros.
En el mismo año abrieron la primera oficina de Smartick en Málaga. En 2011 se desarrolló Smartick Mathematics, luego en 2016 se publicó la versión en inglés (con dos versiones para EE. UU. y Reino Unido). En 2021 se lanzó Smartick Matemáticas en Brasil, adaptando el método al portugués.
Además, crea un programa de Entrenamiento Cognitivo (PEC), desarrollado junto a María del Rosario Rueda Cuerva. También es un método asociado a la discalculia.
Actualmente, está disponible en 180 países. Por otro lado, Smartick es una sociedad mercantil constituida en España e inscrita en el Registro Mercantil de Málaga. Tiene un capital social de $60.000 – $120.000 euros, con una facturación de $6.000.000 – $15.000.000.